# 올랜도블룸의 위험한 열정
《올랜도 블룸의 위험한 열정》(영어: Haven)은 영국, 미국 등에서 제작된 프랭크 E. 플라워스 감독의 2004년 범죄 드라마 영화이다. 올랜도 블룸 등이 출연하였고, 로비 브레너 등이 제작에 참여하였다.

## 출연진
- 올랜도 블룸
- 조이 살다나
- 빅터 러숙
- 빌 팩스턴
- 스티븐 딜레인
- 러자크 어도티
- 애그니스 브루크너
- 조이 브라이언트
- 보비 캐너발리
- 로버트 위즈덤
- 리 잉글비
- 앤서니 매키
- 세라 카터
- 키마니 말리
- 제이크 웨버
- 음포 코아호
- 산티아고 카브레라
- 레이철 마이너

## 기타 제작진
- 공동 제작: 올랜도 블룸, 앨릭스 루이스, 조지프 스타인버거, 브루스 웨브
- 배역: 커샌드라 쿨루컨디스
- 미술: 데이미언 번
- 의상: 보비 리드